# Niebert
Niebert (en groningois : Nijbert) est un village de la commune néerlandaise de Westerkwartier, situé dans la province de Groningue. 

## Géographie
Le village est situé à 14 km au sud-ouest de Groningue.

## Histoire
Niebert fait partie de la commune de Marum avant le 1er janvier 2019, date à laquelle celle-ci est rattachée à la nouvelle commune de Westerkwartier.

## Démographie
En 2018, le village comptait 659 habitants.